# Kirchlotheim
Kirchlotheim ist ein Ortsteil der Gemeinde Vöhl im nordhessischen Landkreis Waldeck-Frankenberg.

## Geographische Lage

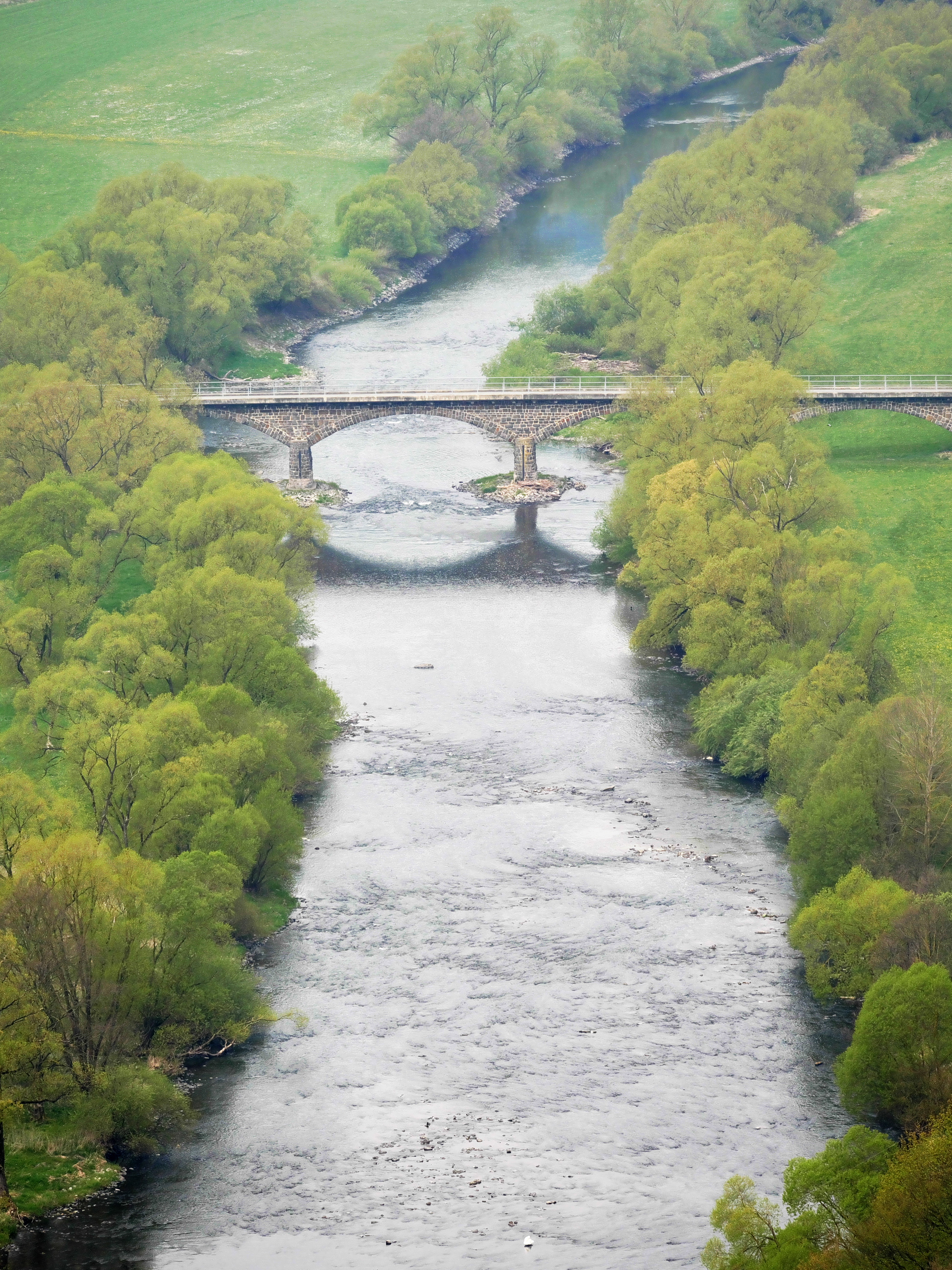
Kirchlotheimer Brücke über die Eder aus südöstlicher Richtung vom Hagenstein aus gesehen

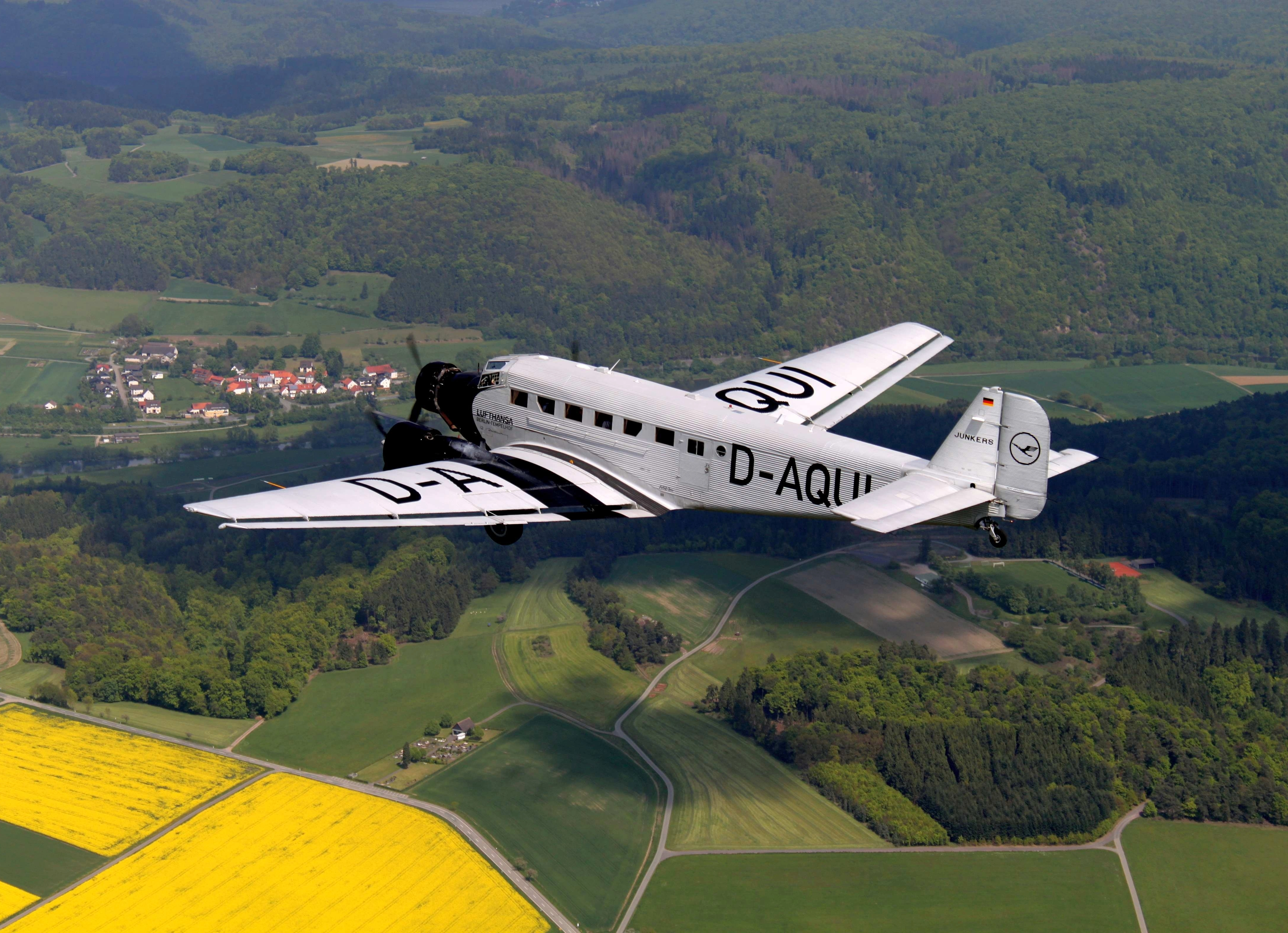
Das Edertal mit Kellerwald, links Kirchlotheim

Kirchlotheim liegt rund fünf Kilometer (Luftlinie) südwestlich von Vöhl, dem Kernort der Gemeinde, im Tal der Eder (bei Flusskilometer 72,6) kurz vor deren Einfluss in das westliche Ende des Edersees. Der Nationalpark Kellerwald-Edersee, der vom Naturpark Kellerwald-Edersee eingerahmt ist, grenzt unmittelbar östlich an das Dorf. Das „NationalparkZentrum Kellerwald“ liegt nahe dem Ort. Durch das Edertal führt direkt westlich vorbei am Dorf die Bundesstraße 252.

## Geschichte

### Ortsgeschichte
Zeitzeugen einer frühen Besiedlung der Kirchlotheimer Gegend sind Hügelgräber aus der Bronzezeit. Der Ort befand sich im ehemaligen Grenzgebiet zwischen Sachsen und Franken, wovon Reste alter Befestigungsanlagen aus der Zeit zwischen dem 8. und 10. Jahrhundert, die nahe Burg am Backofen und die Mückenburg zeugen. Im Jahr 1240 wurde von der Gründung eines „Mönchhofs“ links der Eder durch Zisterziensermönche berichtet. Für das Jahr 1265 ist der Bau einer eigenen Kirche im „Brückengrund“ bekannt.
Die älteste bekannte schriftliche Erwähnung von Kirchlotheim erfolgte unter dem Namen Lotheim  wird in die Zeit 1223–1255 datiert und findet sich im Klosterarchiv des Klosters Haina.
An die im 17. Jahrhundert entlang der Eder betriebene Goldsuche erinnert noch die Flurbezeichnung „Goldacker“. Vermutlich Johann Heinrich Tischbein der Jüngere (1742–1808) aus der Künstlerfamilie Tischbein soll hier bis zum 12. Lebensjahr seine Kindheit verbracht haben.
Kirchlotheim gehörte zunächst zur Landgrafschaft Hessen, seit 1806 zum Großherzogtum Hessen. Dort lag es in dessen Provinz Oberhessen. Nach Auflösung der Ämter im Großherzogtum 1821 gehörte es zum Landratsbezirk Vöhl und zum Bezirk des Landgerichts Vöhl. Die Gemeinde gehörte zu den Landesteilen, die das Großherzogtum nach dem verlorenen Krieg von 1866 mit dem Friedensvertrag vom 3. September 1866 an Preußen abtreten musste. Dort wurde es dem Landkreis Frankenberg und dem Amtsgericht Vöhl zugeordnet.
Die evangelische Kirche wurde 1863–1872 erbaut.
Hessische Gebietsreform (1970–1977)
Am 31. Dezember 1971 fusionierten im Zuge der Gebietsreform in Hessen die bis dahin selbständigen Gemeinden Kirchlotheim, Buchenberg, Ederbringhausen, Harbshausen, Niederorke, Oberorke und Schmittlotheim freiwillig zur neuen Gemeinde Hessenstein.
Am 1. Januar 1974 wurde die Gemeinde Hessenstein kraft Landesgesetz mit Ittertal (bestehend aus den ehemaligen Gemeinden Dorfitter, Herzhausen und Thalitter), Marienhagen, Obernburg und Vöhl zur neuen Großgemeinde Vöhl zusammengeschlossen.
Für alle ehemals eigenständigen Gemeinden von Vöhl wurden Ortsbezirke mit Ortsbeirat und Ortsvorsteher nach der Hessischen Gemeindeordnung gebildet.

### Verwaltungsgeschichte im Überblick
Die folgende Liste zeigt die Staaten und Verwaltungseinheiten, denen Kirchlotheim angehört(e):
- vor 1356: Heiliges Römisches Reich, Herrschaft Itter
- 1356–1590: Heiliges Römisches Reich, Landesherrschaft strittig zwischen Landgrafschaft Hessen (Amt Hessenstein), Kurmainz (Amt Itter) und Grafschaft Waldeck
- ab 1570: Heiliges Römisches Reich, Landgrafschaft Hessen-Marburg, Amt Hessenstein
- 1604–1648: strittig zwischen Hessen-Kassel und Hessen-Darmstadt (Hessenkrieg)[9]
- ab 1604: Heiliges Römisches Reich, Landgrafschaft Hessen-Kassel, Amt Hessenstein
- ab 1627: Heiliges Römisches Reich, Landgrafschaft Hessen-Darmstadt, Oberfürstentum Hessen, Amt Herrschaft Itter[10][11]
- ab 1806: Großherzogtum Hessen,[Anm. 2] Fürstentum Oberhessen, Amt Herrschaft Itter[12]
- ab 1815: Großherzogtum Hessen, Provinz Oberhessen, Amt Herrschaft Itter[13]
- ab 1821: Großherzogtum Hessen, Provinz Oberhessen, Landratsbezirk Vöhl[Anm. 3]
- ab 1848: Großherzogtum Hessen, Regierungsbezirk Biedenkopf
- ab 1852: Großherzogtum Hessen, Provinz Oberhessen, Kreis Vöhl
- ab 1867: Königreich Preußen,[Anm. 4] Provinz Hessen-Nassau, Regierungsbezirk Kassel, Kreis Frankenberg[11]
- ab 1871: Deutsches Reich, Königreich Preußen, Provinz Hessen-Nassau, Regierungsbezirk Kassel, Kreis Frankenberg
- ab 1918: Deutsches Reich (Weimarer Republik), Freistaat Preußen, Provinz Hessen-Nassau, Regierungsbezirk Kassel, Kreis Frankenberg
- ab 1938: Deutsches Reich, Volksstaat Hessen, Landkreis Frankenberg[14][Anm. 5]
- ab 1944: Deutsches Reich, Freistaat Preußen, Provinz Kurhessen, Landkreis Frankenberg
- ab 1945: Amerikanische Besatzungszone,[Anm. 6] Groß-Hessen, Regierungsbezirk Kassel, Landkreis Frankenberg
- ab 1946: Amerikanische Besatzungszone, Land Hessen, Regierungsbezirk Kassel, Landkreis Waldeck
- ab 1949: Bundesrepublik Deutschland, Land Hessen, Regierungsbezirk Kassel, Landkreis Waldeck
- ab 1972: Bundesrepublik Deutschland, Land Hessen, Regierungsbezirk Kassel, Landkreis Waldeck, Gemeinde Hessenstein[Anm. 7]
- ab 1974: Bundesrepublik Deutschland, Land Hessen, Regierungsbezirk Kassel, Landkreis Waldeck-Frankenberg, Gemeinde Vöhl[Anm. 8]

### Bevölkerung
Einwohnerstruktur 2011
Nach den Erhebungen des Zensus 2011 lebten am Stichtag dem 9. Mai 2011 in Kirchlotheim 117 Einwohner. Darunter waren 3 (2,6 %) Ausländer. Nach dem Lebensalter waren 24 Einwohner unter 18 Jahren, 45 waren zwischen 18 und 49, 30 zwischen 50 und 84 und 15 Einwohner waren älter. Die Einwohner lebten in 45 Haushalten. Davon waren 12 Singlehaushalte, 9 Paare ohne Kinder und 18 Paare mit Kindern, sowie 6 Alleinerziehende und keine Wohngemeinschaften. In 6 Haushalten lebten ausschließlich Senioren und in 33 Haushaltungen leben keine Senioren.
Einwohnerentwicklung
 Quelle: Historisches Ortslexikon
- 1585: 14 Hausgesesse
- 1629: 11 Haushaltungen
- 1742: 12 Haushaltungen
- 1791: 105 Einwohner[16]
- 1800: 93 Einwohner[17]
- 1806: 116 Einwohner, 17 Häuser[12]
- 1829: 95 Einwohner, 16 Häuser[18]

| Kirchlotheim: Einwohnerzahlen von 1791 bis 2014 | Kirchlotheim: Einwohnerzahlen von 1791 bis 2014 | Kirchlotheim: Einwohnerzahlen von 1791 bis 2014 | Kirchlotheim: Einwohnerzahlen von 1791 bis 2014 | Kirchlotheim: Einwohnerzahlen von 1791 bis 2014 |
| --- | ----------------------------------------------- | ----------------------------------------------- | ----------------------------------------------- | ----------------------------------------------- |
| Jahr |                                                 |                                                 |                                                 | Einwohner                                       |
| 1791 | 1791                                            |                                                 | 105                                             | 105                                             |
| 1800 | 1800                                            |                                                 | 93                                              | 93                                              |
| 1806 | 1806                                            |                                                 | 116                                             | 116                                             |
| 1829 | 1829                                            |                                                 | 95                                              | 95                                              |
| 1834 | 1834                                            |                                                 | 100                                             | 100                                             |
| 1840 | 1840                                            |                                                 | 118                                             | 118                                             |
| 1846 | 1846                                            |                                                 | 123                                             | 123                                             |
| 1852 | 1852                                            |                                                 | 126                                             | 126                                             |
| 1858 | 1858                                            |                                                 | 124                                             | 124                                             |
| 1864 | 1864                                            |                                                 | 114                                             | 114                                             |
| 1871 | 1871                                            |                                                 | 105                                             | 105                                             |
| 1875 | 1875                                            |                                                 | 115                                             | 115                                             |
| 1885 | 1885                                            |                                                 | 94                                              | 94                                              |
| 1895 | 1895                                            |                                                 | 103                                             | 103                                             |
| 1905 | 1905                                            |                                                 | 89                                              | 89                                              |
| 1910 | 1910                                            |                                                 | 92                                              | 92                                              |
| 1925 | 1925                                            |                                                 | 109                                             | 109                                             |
| 1939 | 1939                                            |                                                 | 93                                              | 93                                              |
| 1946 | 1946                                            |                                                 | 147                                             | 147                                             |
| 1950 | 1950                                            |                                                 | 127                                             | 127                                             |
| 1956 | 1956                                            |                                                 | 97                                              | 97                                              |
| 1961 | 1961                                            |                                                 | 103                                             | 103                                             |
| 1967 | 1967                                            |                                                 | 105                                             | 105                                             |
| 1980 | 1980                                            |                                                 | ?                                               | ?                                               |
| 1990 | 1990                                            |                                                 | ?                                               | ?                                               |
| 2000 | 2000                                            |                                                 | ?                                               | ?                                               |
| 2011 | 2011                                            |                                                 | 117                                             | 117                                             |
| 2014 | 2014                                            |                                                 | 106                                             | 106                                             |
| Datenquelle: Historisches Gemeindeverzeichnis für Hessen: Die Bevölkerung der Gemeinden 1834 bis 1967. Wiesbaden: Hessisches Statistisches Landesamt, 1968. Weitere Quellen: Gemeinde Vöhl; Zensus 2011 |                                                 |                                                 |                                                 |                                                 |

Historische Religionszugehörigkeit
Im Jahr 1885 gehörten alle 94 Einwohnern der evangelischen Konfession an. 1961 wurden 98 evangelische (95,2 %) und fünf katholische (4,8 %) Christen gezählt.

## Persönlichkeiten
- Wilhelm Unger (1775–1855), Künstler
- Alexander Fritz (1857–1932), Schachspieler